# История Тулы

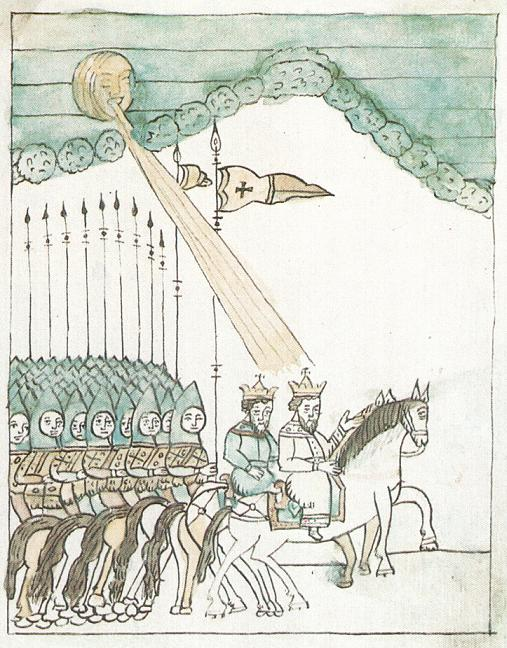
Выступление русского войска на Куликовскую битву (Старинная миниатюра)

Тула — город в России, административный центр Тульской области, городской округ, расположен в 193 километрах южнее Москвы на реке Упе, город-герой.
Исторически сложилось так, что Тула была южным форпостом Москвы, на протяжении веков, отражавшим набеги иностранных захватчиков. Издревле оружейное производство было в Туле основным, налагая свой отпечаток на облик и характер города и области.

## История Тулы

### Древнейший период
Следы пребывания людей верхнего палеолита в пределах современной Тулы не обнаружены, а первые свидетельства о существовании древних жителей в пределах города датируются эпохой мезолита. Данная мезолитическая стоянка была обнаружена на берегу реки Упы в районе современной Новомосковской улицы, где археологами были найдены асимметричные кремневые наконечники, скребки и нуклеусы. Cледы поселения человека на ручье Алёшня, близ Тулы, а также в районе совхоза Ново-Медвенский на левом берегу Тулицы относятся к эпохе бронзы.

### X—XV века
Тульский край с давних времён был населён славянским племенем вятичей. В конце X века вятичи стали данниками киевских князей, а с 1054 года их земли вошли в состав Черниговского княжества. Впервые Тула упоминается в составленной в Никоновской летописи под 1146 годом, где сообщается, что:
Святослав Ольгович, идее в Рязань, и быв во Мценске и в Туле, и в Дубке, на Дону, и в Ельце, и в Пронске, и придя в Рязань на Оку.
Из этого можно сделать вывод, что к моменту первого упоминания город уже существовал, однако установить хотя бы приблизительную дату основания города невозможно. Вполне вероятно, что возникновение поселения относится к XI—XII векам.
Впрочем, некоторые историки, основываясь на том, что это упоминание является вставкой в текст, сделанной позднейшими летописцами XVI века, не признают достоверным такое свидетельство. Но и они не отрицают существования какого-то поселения на «старом городище», о котором упоминается в писцовых книгах, при впадении в Упу речки Тулицы. Так что вполне возможно, что история Тулы началась ещё в IX—XI веках, когда та была одним из маленьких укрепленных поселений.
Исторически сложившаяся зависимость Тулы от Рязани дает возможность предположить, что основание Тулы было задумано именно удельными рязанскими князьями, которые и поставили дубовый острог, или городище, в месте впадения Тулицы в реку Упу. Произошло это, предположительно, в конце XI или в начале XII века. Поселение было предназначено для воинской стражи, а также для сбора дани с местных вятичей, чьи поселения терялись в густых лесах.
Местонахождения древней Тулы разными учёными определяется по-разному. Существует предположение, основанное на народных преданиях, согласно которому древняя Тула находилась на территории острова Городище на р. Упе, где сейчас располагается Оружейный завод, при впадении р. Тулицы в р. Упу, при этом данная версия так и не была подтверждена археологическими раскопками. К тому же данная теория была подвержена критике, исходя из того, что существование древнего города в этой местности было невозможно в связи с крупными половодьями и паводками. Данную критику имело под собой описание Оружейного завода XVIII века, исходя из которого на данной территории в 1708 году стояла водяная мельница, и никаких упоминаний древнего городища в то время не было.
Другая теория, также основанная на легенде тульских жителей, помещает древний город в трёх километрах вверх от устья Тулицы при впадении в неё реки Комеренки, пересохшей ещё к 1781 году.
Название «Тула», видимо, тесно связано с речкой Тулицей и скорее всего толкуется, как «скрытое, недоступное место, затулье, притулье для защиты». Первое Тульское городище находилось на правом берегу Упы, близ устья Тулицы. Со временем заселился и противоположный берег Упы.
В XIII веке северо-восточная часть Черниговского княжества, в которую входила и Тула, была захвачена рязанскими князьями. В период татарского нашествия Тульский край находился на пути продвижения татар к Москве, поэтому он был участником длительной борьбы Московского княжества с татарами. В 1380 году в юго-восточной части современной Тульской области, между реками Доном и Непрядвой, произошла знаменитая Куликовская битва.
Уже в это время московские князья стремились присоединить Тулу к своим владениям, что видно из договора, заключенного в 1382 году между Дмитрием Донским и рязанским князем Олегом. В 1430—1434 Тула являлась владением великого князя Литовского Витовта по договору с рязанским князем Иваном Фёдоровичем. Полное присоединение Тулы к московским владениям произошло при Василии II (1425—1462), и с тех пор её историческое развитие стало связано с Московским княжеством.

### XVI век
С XVI века Тула стала иметь большое стратегическое значение, так как располагалась на южной окраине Русского государства, на её степной границе и вблизи нескольких дорог, по которым двигались татары. Желая укрепить эту границу, по велению князя Василия III, в 1509 году в Туле на левом, менее затопляемом берегу Упы, был построен деревянный острог с двойной стеной и боевыми башнями. Он располагался в низкой, неудобной котловине, у поймы реки, но непроходимые болотистые леса затрудняли доступ к острогу и служили его защитой.
Своей северо-восточной стороной крепость была прижата к Упе и её ответвлению — Хомутовскому рукаву. Отсюда, с северо-востока, Туле грозила наибольшая опасность нападения со стороны татарских орд, продвигавшихся вглубь России по Муравскому шляху. Вытянутое вдоль реки полукольцо деревянного города с его главной шестигранной в три боя Крапивенской башней было своей южной стороной обращено к дороге, ведущей в южные степи и с давних пор сохранившей стратегическое и торговое значение. Через укреплённые западные Ильинские и восточные Никитские ворота шли торговые пути в сёла Павшино и Дедилово. По всем этим дорогам во время военной опасности двигались московские войска на юг для отражения татарских полчищ. В число укреплений деревянного острога входили ещё Никольские и Ивановские дороги, которые вели к переправам через Упу, и, кроме того, четырнадцать глухих башен. Проездные башни были вооружены пищалями и постоянно были наготове.

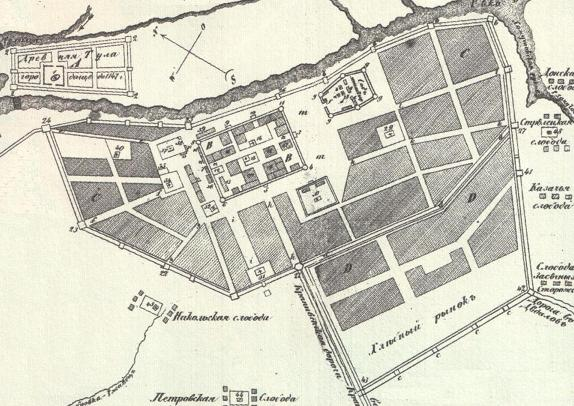
План крепостей Тулы

Но всё же деревянная крепость не могла быть надежной опорой от частых набегов татар. Спустя некоторое время, в 1514 году внутри дубовой крепости началось строительство каменной крепости, законченной в 1520 году. Новая крепость возвышалась в глубине острога, близ реки. В отличие от округлых очертаний дубовой крепости, Тульский кремль имел форму правильного четырёхугольника. Его южные Одоевские ворота находились против проездной Крапивенской башни острога, а Пятницкие лежали против западных Ильинских ворот. На многочисленные башни рубленной крепости ориентировались, в большинстве своём, и остальные кремлёвские башни и ворота. Таким образом устанавливалась взаимосвязь между двумя важнейшими крепостными сооружениями острога — кремлём и деревянным городом, что легло в основу начинавшегося формирования города. Каменный кремль стал преграждать путь к Москве, принимая на себя набеги татар.
Кремль стал центром Тулы, несмотря на несколько сдвинутое к северо-западной стороне деревянного острога местоположения. К стенам кремля от всех проездных башен и проходных ворот дубового города тянулись улицы и дороги. Вблизи кремля располагались площади и городские строения. В самом кремле соорудили Успенский собор, были построены дома воевод и протопопа. Здесь же находились «осадные дворы», куда в тревожное время скрывалось окрестное население, и клети-избы, в которых трудились ремесленники. Среди застроенного кремля образовалась одна из первых улиц Тулы — Большая Кремлёвская. Она пересекала кремль с востока на запад, от Ивановских к Пятницким воротам, а за стенами кремля, через Ильинские ворота, вливалась в дорогу на Павшино.
На перекрёстке двух дорог, одна из которых проходила поперёк кремля, а другая вела от Крапивенской проездной башни, огибая стены кремля, через Красные (Никольские) ворота к Упе, образовалась Торговая площадь города. Она вмещала несколько сот небольших лавок, амбаров и шалашей.
В 1552 году Тульский кремль выдержал тяжёлую осаду крымского хана Девлета I Гирея, который подвел к Туле свою тридцатитысячную армию. Жители города отражали атаку крымского войска до подхода войск Ивана Грозного. В течение XVI века Тула очень сильно страдала от постоянных набегов татар. Один из летописцев так описывал набег 1596 года:
Воеваху те места и разоряху и многих людей побиша и сёла и деревни многие пожогша, дворян и детей боярских с жёнами и детьми и многих православных крестьян в полон поимша и сведоша; а полону многое множество, яко и старые люди не помнят такой войны от поганых.

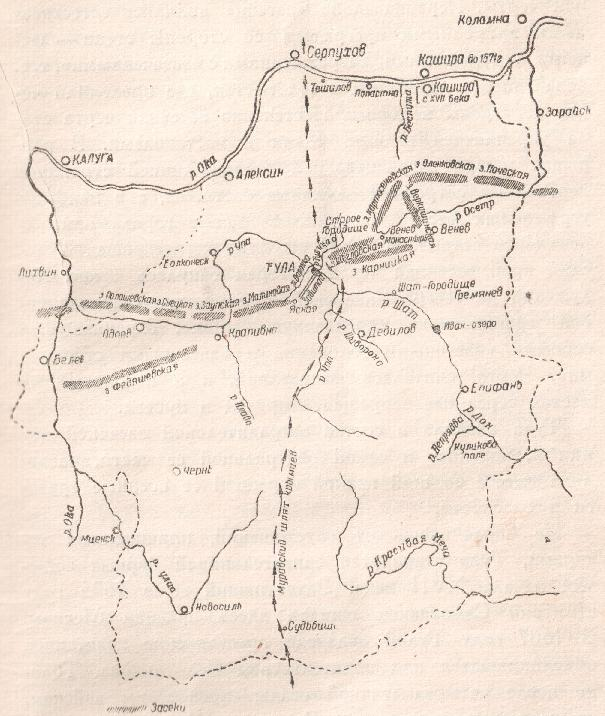
Засеки и крепости в XVI веке

Для предотвращения постоянной угрозы нападения Русское правительство с середины XVI века занялось созданием оборонительного рубежа — засечной черты. Первоначально «засеки» являлись естественными природными преградами — лесными пограничными заграждениями с «засечными», то есть поваленными деревьями в тех местах, где проходили через лес дороги. Постепенно они стали укрепляться валами и рвами. Строились деревянные остроги и земляные бастионы. В XVII веке пересекавшая Тульский край засечная черта, которая тянулась с юга Калужской до севера Рязанской области, представляла собой грандиозную укреплённую линию, охранявшуюся особыми «засечными головами» и «засечными сторожами». Черта считалась заповедной, и в неположенных местах через неё запрещался проход и проезд. В связи с тем что Тула входила в самом центре этой засечной черты, то вместе со всей южной окраиной брала на себя все опасности вторжения.
В восточной части острога, рядом с кремлём, в честь защиты города от осады Девлета I Гирея, в 1553 году был построен Предтеченский монастырь. Он, так же как и кремль, находился в глубине острога, близ Упы. Так же в это время начинается строительство различных деревянных церквей вокруг и внутри кремля. По данным писцовой книги 1587—1589 годов, в Туле, кроме Успенского собора и Воскресенской церкви на старом городище, было ещё шесть церквей. Из них Пятницкая, Спасская и Никитская находились вблизи одноимённых башен и ворот кремля, располагаясь с трёх его сторон. Другие церкви: Флора и Лавра, Илии Пророка и Георгия на Ржавце были построены в слободах, которые начали зарождаться в эти годы у стен деревянного острога, в наиболее безопасной западной его стороне. Слободы стали возникать и на правом берегу Упы. Там обосновались тридцать казённых кузнецов, которые в 1595 году получают право самостоятельно заселять Заречье.
Так как население Тулы быстро возрастало, то люди были вынуждены селиться в юго-восточной стороне города, которая была наиболее подвержена опасности нападения. Выселки, которые разместились между Крапивенскими и Никитскими воротами, были ограждены земляным валом и назывались «земленым валом». Помимо этого, Тула с востока была укреплена сторожевыми поселениями стрельцов, казаков и пушкарей.

### XVII век
В XVII веке Тула стала свидетельницей интервенции в России. В 1605 году её захватил Лжедмитрий и ожидал здесь падения Москвы. В 1607 году Тулу захватили крестьянские повстанцы под предводительством И. И. Болотникова. Только спустя четыре месяца царским войскам, под предводительством Василия Шуйского, удалось сломить сопротивление, запрудив Упу и затопив кремль (см. осада Тулы). События Смутного времени опустошили и разорили город.

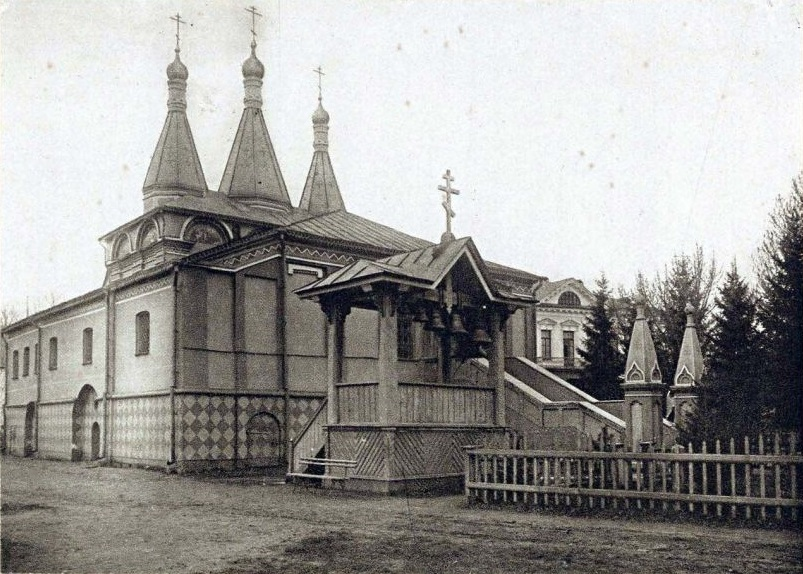
Церковь Похвалы Богородицы в Предтеченском монастыре (фото XX века)

С присоединением левобережной Украины Тула теряет положение крепостного города, так как пограничная черта Русского государства отходит далеко на юг. Но её расположение на пересечение больших и важных в торговом отношении дорог способствует тому, что Тула приобретает характер торгово-промышленного города. Военный состав города постепенно сменился торгово-посадским населением и ремесленниками. В Туле начинает развиваться кузнечное ремесло, а наличие большого количества железной руды способствует и развитию железного производства. В это же время заменяются каменными прежние дубовые стены Предтеченского монастыря, вместо ветхих деревянных церквей появились новые каменные храмы: Казанская (1646) с первой в городе колокольней, украшенной башенными часами, трёхшатровая церковь Похвалы Пресвятой Богородицы в Предтеченском монастыре (вторая половина XVII века), Благовещенская (1692) и другие.
Наиболее крупным строением того времени является Успенский монастырь, построенный в южной, мало застроенной части старого города. Между монастырём и кремлёвской стеной образовалась новая площадь, которая быстро заполнилась лавками и рядами, вытесненными со старой Торговой площади. В это время город быстро разрастался. К концу XVII века значительно разрослось Заречье, где к Кузнецкой и Ямской слободам прибавилась новая — Гончарная слобода. В 1696 году, по настоянию оружейников, из Кузнецкой слободы были выведены посадские люди. Они разместились на юге города, рядом с земляным городом, в самостоятельной Петровской слободе. За Петровской следовали уже существовавшие Николо-Ржавская, Павшинская и Флоровская слободы, которые вместе с Земляным валом примыкали с юго-запада к деревянному острогу.
Слободы застраивались и расширялись в основном вдоль больших дорог: Петровская слобода занимала западную сторону Крапивенской дороги, а вдоль дороги на Павшино заселялись Фроловская и Павшинская слободы. Таким образом, удлинились лучи городских дорог и, вместе с тем, появилось второе полукольцо предместий, которые повторяли очертания границ деревянного отрога, и тем самым не нарушали сложившийся ещё в XVI веке веерообразный план города. В то же время Заречье формировалась независимо от полукольцевого плана центральной части Тулы. Оно застраивалось преимущественно вдоль большой дороги на Москву, которая позже получила название Миллионная улица (ныне Октябрьская). Эта улица вела из Заречья также и в старый город, соединяясь с ним Красным мостом и Красными (Никольскими) воротами острога. Огибая кремль, она вливалась в южную Крапивенскую дорогу, которая с середины XVII века стала главным путём, соединяющим территории нынешней Украины и южные области Русского государства с Москвой.
В связи с потребностью страны в металле и вооружении московские князья, ещё в конце XV веке, обратили внимание на устройство собственной оружейной промышленности. Началом развития казённого оружейного дела в Туле послужил указ царя Фёдора Ивановича, освободивший тульских «самопальных» кузнецов от податей и земских повинностей и обязавший их изготавливать казённое оружие. В XVII веке в Туле уже появляются заводы для изготовления из железной руды чугуна и железа и отливки из них оружие. Первый оружейный завод в Туле был построен русским голландцем Виниусом, разрешение на строительство которого он получил в 1632 году от царя Михаила Фёдоровича. Позже его компаньонами, Петром Марселиусом и Филимоном Акемой, были построены близ Тулы новые заводы, изготовлявшие не только военные, но и хозяйственные металлические изделия.

### XVIII век

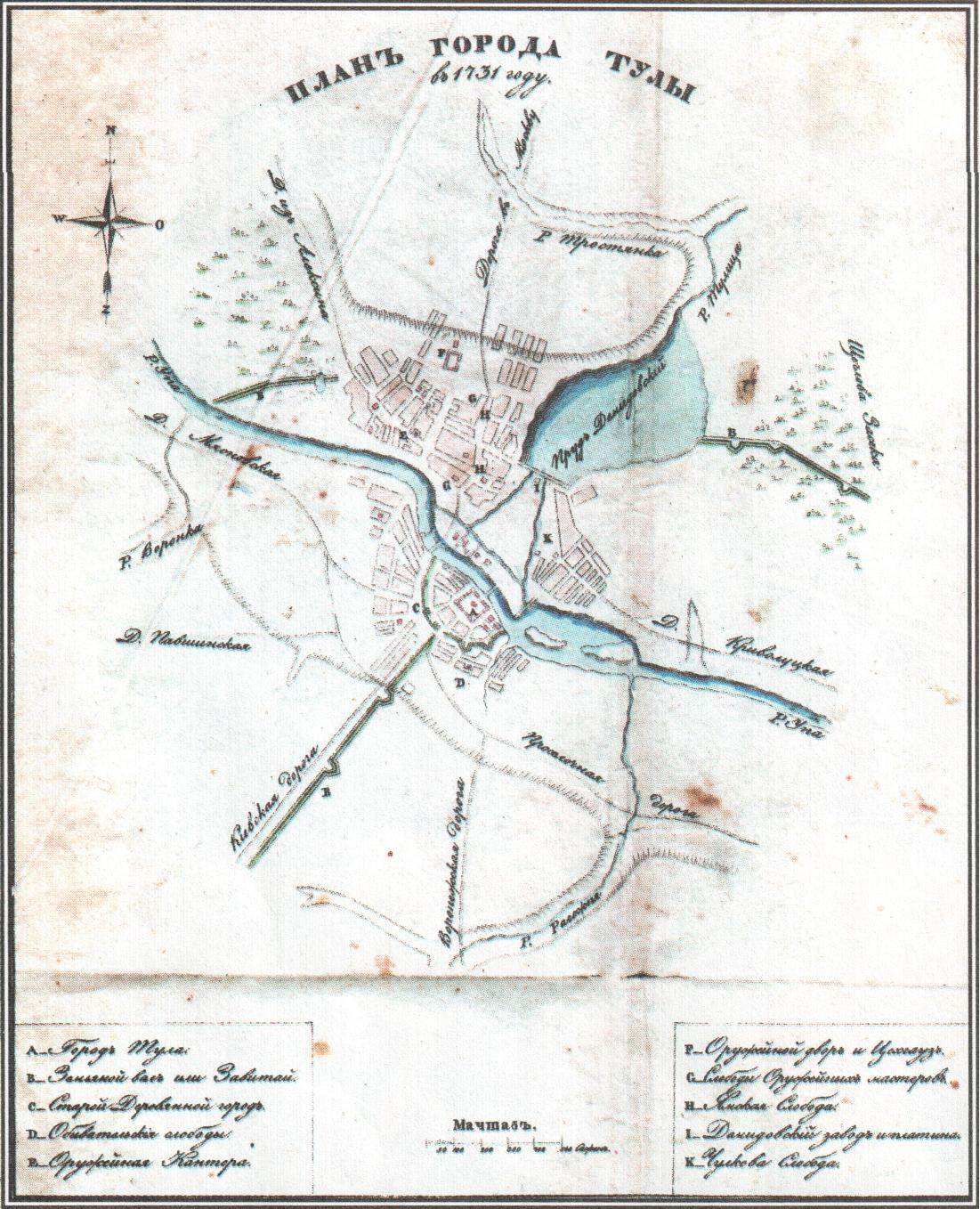
План Тулы в 1731 году

XVIII век стал новой эпохой в развитии города. Со времени Петра I оружейное производство Тулы перешло в руки местных кузнецов-оружейников и, прежде всего, к предприимчивому и искусному оружейнику Никите Демидовичу Демидову, родоначальнику известных в XVIII веке промышленников. Позже, по приказу Петра I, в Туле строится первая ружейная мануфактура — казённый оружейный завод, послуживший основанием всего оружейного дела в России. Вся жизнь города из старого центра перенеслась на правый берег Упы, где размещалось основное оружейное производство — Кузнецкая и Оружейная слобода. Здесь у реки, на левом берегу, напротив кремля, на месте старого городища в 1712 году был построен казённый Оружейный завод, где сконцентрировалось разбросанное кустарное производство кузнецов-оружейников. Вскоре сама река Упа привлекла к себе интерес Петра I, который решил связать реки Московского бассейна с Азовским морем посредством соединения Оки, Упы и реки Шат, через Иван-озеро с Доном. Тула должна была стать одним из крупнейших центров на этом речном пути. В 1707 году через Тулу прошёл первый караван судов, но водная система не получила распространения и вскоре заглохла. В связи с этим и Упа не приобрела того значения, которое могла бы иметь в качество одного из звеньев в морском плане Петра I.
К началу XVIII века город располагался уже по обеим сторонам Упы, русло которой разделяло Тулу на две основные части — городскую, или посадскую, и Заречье, возле которого находилась присоединённая позже к Туле Чулковская слобода, ставшая третьей городской частью. В это время начинает застраиваться набережная Упы в Заречье. Там появляются дома богатых оружейников и сооружённые на их средства храмы, такие как Николы Зарецкого и Вознесенский. В то же время крепостные сооружения старого города утратили своё былое значение, постепенно стали ветшать и разрушаться. В 1740-х годах были разобраны стены дубовой крепости, а вскоре был срыт и Земляной вал. В городе к этому времени почти не осталось деревянных церквей. Они были заменены выстроенными на купеческие средства каменными храмами, которые резко выделялись на фоне деревянной жилой зоны.
Тула в то время густо разрасталась городскими районами и предместьями.
В XVIII веке Тула стала известна, как крупный промышленный центр железного и чугунного производства. Она стала славиться искусством своих мастеров, изготовлявших не только оружие, но и точные измерительные и физические приборы, различные механизмы, художественные металлические изделия. В 1777 году из провинциального города Московской губернии Тула преобразуется сначала в наместничество с рядом уездных городов и самостоятельным гражданским управлением, а в 1797 году становится центром Тульской губернии, оставаясь центром Тульского уезда.

### XIX век
В начале XIX века, в разгар войны с Наполеоном, значение Тулы, как производственного и оружейного центра возросло ещё больше. Город был основным центром, который обеспечивал снабжение армии оружием. Оружейники усердно работали в течение всей войны 1812 года. Наступление Наполеона на Москву заставило задуматься об эвакуации тульского завода, но М. И. Кутузов отменил её, и завод продолжал работать. В сумме за 1812—1814 гг. завод и частные мастерские смогли изготовить в общей сложности почти 600 тыс. ружей. В боевых действиях в ходе войны приняло участие сформированное в губернии Тульское народное ополчение, которое участвовало также и в заграничном походе. Во время последующей Крымской войны, как и во время Отечественной, тульские мастера обеспечивали оружием русскую армию.
В конце XIX — начале XX века в Туле появились крупные предприятия металлургической, металлообрабатывающей, военной и сахарной промышленности, которые вместе с реконструированным в 1870—1873 годах оружейным заводом стояли в одном ряду с крупнейшими промышленными предприятиями России. Одновременно с крупной развивалась и кустарная промышленность — скобяная, самоварная, гармонная, пряничное производство.

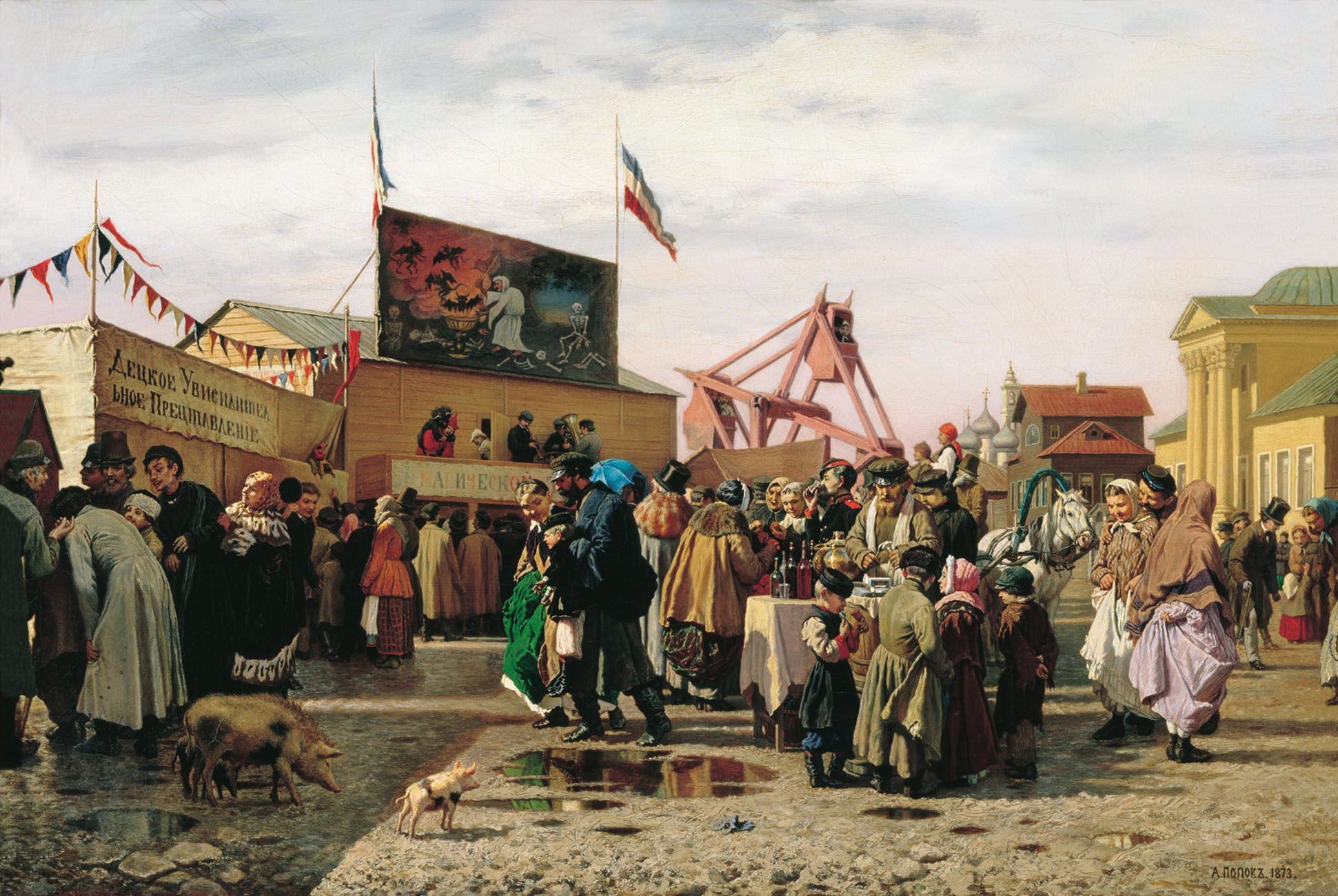
«Балаганы в Туле на Святой неделе». Андрей Попов, 1873.

В 1861 году произошла отмена крепостного права в России. Это события не могло не повлиять на город, в котором множество заводских рабочих являлись подневольными людьми. Больше двух тысяч человек было переписано в мещане и освобождено от обязательного рабского труда на оружейных заводах. Таким образом, в Туле появилось единое городское общество, во главе которого появилась городская дума.
Новые порядки требовали нового подхода к производству, и в 1870—1873 гг. оружейный завод был подвергнут масштабной реконструкции, что позволило объединить производство винтовок в одном месте. До преобразования отдельные части оружия изготавливались в различных местах. Также появилось полностью государственное предприятие, по качеству продукции не уступавшее лучшим из заводов Западной Европы. В конце XIX века именно здесь началось создание нового изобретения С. И. Мосина — трехлинейной винтовки, под руководством самого её создателя.
Но не только для металлообрабатывающей промышленности Тулы наступил новый век. Начали работать сахарный, медообрабатывающий, патронный завод. Стремительно росло мелкое производство самоварных, скобяных, гармонных мастерских. Экономические связи города простирались дальше, чем прежде, и немало поспособствовала этому линия железной дороги, проложенная через Тулу, и открытие в 1872 году железнодорожных мастерских. К концу XIX века в Туле уже действовали не только обычные, но и специализированные учебные заведения и школы: оружейная, фельдшерская, помимо железнодорожного училища. Эта новая жизнь города осталась запечатленной на страницах великих русских классиков, которые имели возможность наблюдать её своими глазами: Г. И. Успенского, М. Е. Салтыкова-Щедрина, В. В. Вересаева.
За относительно короткий промежуток времени с 1856 г. по 1897 г. население Тулы составило 114 тысяч человек, то есть увеличилось практически вдвое. Для регулирования финансово-экономической ситуации в городе возникли первые банки: отделения Международного торгового а также Московского учётного банков. Кроме этого, о финансовом росте города свидетельствовал и тот факт, что начали появляться предприятия, созданные с участием западных финансистов: железопрокатный завод, Судаковский металлургический завод, электростанция.

### XX век

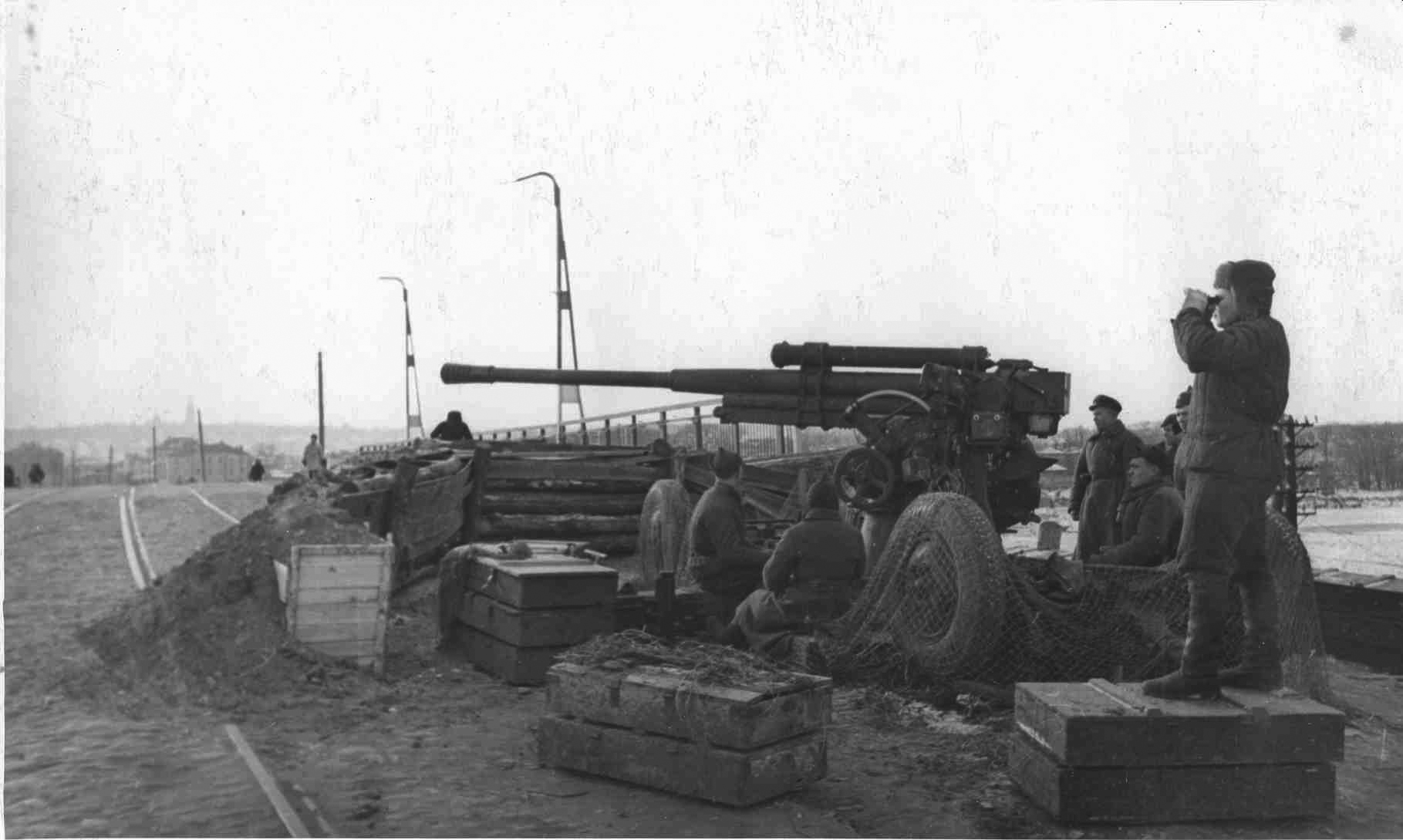
Советская 85-мм зенитная пушка образца 1939 года 52-К 6-й батареи 732-го зенитно-артиллерийского полка на Пролетарском мосту в Туле. Октябрь 1941.

В 1898 году в Туле возникла социал-демократическая группа, в 1901 — комитет РСДРП. Советская власть была установлена 7(20) декабря 1917 года. В годы гражданской войны город был центром вооружения Красной Армии.
В 1924 году город Тула получил статус города уездного подчинения.
1 июля 1926 года Тульский уезд был упразднён и город Тула вошёл в Тульское градоначальство.
12 июля 1929 года город Тула был передан в Тульский округ Московской области.
23 июля 1930 года Тульский округ был упразднён и город Тула перешёл в прямое подчинение Московской области.
26 сентября 1937 года город Тула был передан в Тульскую область.
В октябре—декабре 1941 года, в течение 45 дней (Тульская операция), Тула находилась почти в полном кольце осады, подвергалась артиллерийскому и миномётному обстрелу и воздушным налётам гитлеровской авиации. Под ударами Красной Армии враг отступил на юг, осада Тулы была снята. Промышленность Тулы, в значительной степени подорванная оккупацией, была восстановлена в максимально короткие сроки.
Однако и в период 1942—1943 годов Тула подвергалась частным налётам немецкой авиации (например, в марте 1942 — 5 бомбардировок, в июле — 32 бомбардировка), сопровождавшихся разрушениями и жертвами.
Высшая степень отличия «Город-герой» с вручением ордена Ленина и медали «Золотая Звезда» присвоена городу Туле в 1976 году за массовый героизм и мужество его защитников, проявленные в борьбе за свободу и независимость Родины в Великой Отечественной войне.
В наши дни Тула относится к числу крупных промышленно-торговых центров. Ведущими отраслями промышленности можно назвать чернометаллургическую (ПАО «Тулачермет», Косогорский металлургический завод), машиностроительную и металлообрабатывающую (Комбайновый завод, Оружейный завод, Приборостроительный завод, Завод горного и транспортного машиностроения, «Штамп»).